# Horacio Fernández Castillo
Horacio Fernández Castillo (13 de septiembre de 1958) es un empresario y político mexicano, creador y dueño del chile en polvo «Tajín». Como miembro del partido Movimiento Ciudadano, fue diputado federal para el periodo de 2021 a 2024.

## Biografía
Es ingeniero industrial egresado del Instituto Tecnológico y de Estudios Superiores de Occidente (ITESO), tiene una especialidad en Alta Dirección de Empresas por el Instituto Panamericano de Alta Dirección de Empresa (IPADE) y una Entrepeneurship por la Universidad de Harvard.
En el año de 1985 fundó Industrias Tajín, S.A. de C.V., donde basado en una antigua receta atribuida a su abuela, produce el conocido chile en polvo «Tajín», de amplia popularidad en México y otros países del mundo. Desde entonces se desempeña como presidente ejecutivo de dicha empresa. Fue promotor del proyecto Jalisco Sin Hambre, y participó en la iniciativa Empresas por el Bienestar.
En las elecciones federales de 2021 fue postulado por el partido Movimiento Ciudadano como candidato a diputado federal por el Distrito 10 de Jalisco. Fue elegido al lograr la victoria recibiendo el 43.96% de los votos, frente al 34.56% recibido por su opositor de la coalición Va por México, Francisco Ramírez Acuña. En la LXV Legislatura, que concluyó en 2024, ha sido secretario de la comisión de Pueblos Indígenas y Afromexicanos; así como integrante de las comisiones de Economía Social y Fomento del Cooperativismo; de Trabajo y Previsión Social; y, del comité de Ética.
En 2023 causó polémica por un tuit en que criticaba la inmigración en Europa y que fue calificado como racista. Se separó de su cargo como diputado mediante licencia entre el 13 de febrero y el 26 de abril de 2024.